# Zorzines pallens
Zorzines pallens là một loài bướm đêm trong họ Noctuidae.